# Palazzo Serbelloni
 O Palazzo Serbelloni é um palácio neoclássico em Milão. O palácio no local foi construído para o aristocrata Gabrio Serbelloni. No final do século XVIII, o palácio foi extensivamente reconstruído, incluindo a fachada de Simone Cantoni. O palácio foi usado em 1796 por três meses por Napoleão e Josephine. Os interiores conservam parte do esplendor anterior, alguns reconstruídos. O primeiro andar possui um salão neoclássico, originalmente decorado por Giuliano Trabellesi. Em 1943, ataques aéreos destruíram seções extensas, incluindo a famosa biblioteca com seus 75 mil livros e os afrescos de Traballesi.